# Joseph Pritz
Joseph Pritz (* 12. März 1913 in Emmersdorf an der Donau; † 17. Dezember 1977) war ein katholischer Fundamentaltheologe.

## Werdegang
Pritz wirkte in der Diözese St. Pölten ab 1936 als Kaplan in verschiedenen Pfarren, als Domkurat in St. Pölten und als Rektor im Bischöflichen Seminar Melk. Von 1949 bis 1962 war er Professor für Dogmatik an der Philosophisch-Theologischen Lehranstalt (jetzt: Hochschule) St. Pölten und von 1964 bis 1974 ordentlicher Professor für Fundamentaltheologie an der Universität Wien.

## Theologische Schwerpunkte
Pritz vollzog die „anthropologische Wende“ in der Theologie mit: Man könne nur dann sinnvollerweise von Gott sprechen, wenn man zugleich vom Menschen spricht. Sein Ziel war eine „weltoffene Theologie aus der Mitte des Glaubens heraus“. Es ging ihm um eine Zusammenführung und Zusammenschau von Glaubenswelt und Lebenswelt. Pritz setzte sich ein für eine Neuausgabe und Neubewertung des Schrifttums von Anton Günther.

## Publikationen
- Glauben und Wissen bei Anton Günther, Wien 1963
- Erbe als Auftrag. Zur Theologie- und Geistesgeschichte des 19. Jahrhunderts. Joseph Pritz zum 60. Geburtstag. Herausgegeben von E. Mann. Wien 1973
- Gedenkschrift für Johann Pritz: In der Freiheit des Geistes, hg. v. Johann Reikerstorfer und Heinrich Fasching, Frankfurt/Main 2007, ISBN 978-3-631-56886-6